# Антон Жлогар
Антон Жлогар, або Антон Жлоґар (словен. Anton Žlogar, нар. 24 листопада 1977, Ізола) — словенський футболіст, що грав на позиціях захисника і опорного півзахисника за низку словенських і кіпрських клубних команд, а також національну збірну Словенії. По завершенні ігрової кар'єри — тренер. З 2019 року очолює тренерський штаб збірної Словенії U-16.

## Клубна кар'єра
Народився 24 листопада 1977 року в Ізолі. Вихованець футбольної школи місцевого клубу «Ізола», в якій  1993 року і дебютував у дорослому футболі. в якій провів два сезони, взявши участь у 39 матчах чемпіонату. 
Згодом з 1996 по 2001 рік грав у складі команд клубів «Примор'є» та «Гориця».
Своєю грою за останню команду привернув увагу представників тренерського штабу люблянської «Олімпії», до складу якої приєднався 2001 року. Відіграв за команду з Любляни наступні чотири сезони своєї ігрової кар'єри. Більшість часу, проведеного у складі люблянської «Олімпії», був основним гравцем захисту команди, при цьому завдяки, насамеред, впевненій грі головою був й одним з головних бомбардирів команди, маючи середню результативність на рівні 0,33 голу за гру першості.
2005 року прийняв пропозицію перебратися на Кіпр, уклавши контракт з місцевим «Еносісом», а за півтора року став гравцем іншої місцевої команди, «Анортосіса», у складі якого провів наступні два роки своєї кар'єри гравця. Згодом ще три роки грав на Кіпрі, захищаючи кольори «Омонії» та «Алкі».
Заверщував ігрову кар'єру в Італії, де з 2011 по 2014 рік грав за нижчолігові «Порденоне» і «Крас Репен».

## Виступи за збірні
1995 року дебютував у складі юнацької збірної Словенії, взяв участь у 2 іграх на юнацькому рівні.
Протягом 1997–1999 років залучався до складу молодіжної збірної Словенії. На молодіжному рівні зіграв у 19 офіційних матчах, забив 1 гол.
1998 року дебютував в офіційних матчах у складі національної збірної Словенії. Протягом кар'єри у національній команді, яка тривала 12 років, провів у її формі 37 матчів, забивши 1 гол.
У складі збірної був учасником чемпіонату Європи 2000 року у Бельгії та Нідерландах, де утім, залившався гравцем запасу.

## Кар'єра тренера
Розпочав тренерську кар'єру відразу ж по завершенні кар'єри гравця, 2014 року, очоливши тренерський штаб італійської команди «Крас Репен», в якій завершував ігрову кар'єру і де пропрацював до 2016 року.
Повернувшись у 2016 на батьківщину, став головним тренером команди клубу «Брда», з якою працював до 2018 року з невиликою перервою на роботу на аналогічній поиції у «Триглаві» протягом частини 2017 року.
2019 року очолив тренерський штаб збірної Словенії U-16.

## Титули і досягнення
- Володар Кубка Словенії (2):

«Гориця»: 2000-01
«Олімпія» (Любляна): 2002-03
- Чемпіон Кіпру (2):

«Анортосіс»: 2007-08
«Омонія»: 2009-10
- Володар Кубка Кіпру (1):

«Анортосіс»: 2006-07
- Володар Суперкубка Кіпру (1):

«Анортосіс»: 2007